# Tranås landsfiskalsdistrikt
Tranås landsfiskalsdistrikt var 1928–1964 ett landsfiskalsdistrikt i Jönköpings län, bildat den 5 november 1928 (enligt beslut den 19 oktober 1928) genom omorganiseringen av de tre tidigare landsfiskalsdistrikten Norra Vedbo härads första, Norra Vedbo härads andra och Norra Vedbo härads tredje. Detta landsfiskalsdistrikt skulle ha bildats när Sveriges indelning i landsfiskalsdistrikt trädde i kraft den 1 januari 1918 (enligt beslut den 7 september 1917) men då hinder uppstod för tillämpningen så beslutades det den 14 januari 1918 att de tre tidigare länsmansdistrikten i Norra Vedbo skulle ombildas till landsfiskalsdistrikt. Det dröjde till den 5 november 1928 innan den nya indelningen trädde i kraft. Den 1 januari 1965 avskaffades i Sverige samtliga landsfiskaler och landsfiskalsdistrikt, och deras arbetsuppgifter delades upp på de nyskapade indelningarna polisdistrikt, åklagardistrikt och kronofogdedistrikt.
Landsfiskalsdistriktet låg under länsstyrelsen i Jönköpings län.

## Ingående områden
Adelövs landskommun hade innan detta distrikts bildande tillhört Norra Vedbo härads tredje landsfiskalsdistrikt och de tre andra kommunerna hade tillhört Norra Vedbo härads första landsfiskalsdistrikt. Från den 1 juli 1945 (enligt beslut den 18 maj 1945) tillhörde Tranås stad landsfiskalsdistriktet i samtliga hänseenden, då staden inte längre skulle själv ansvara för sitt polis- och åklagarväsende. 1 januari 1951 inkorporerades Säby landskommun i Tranås stad. När Sveriges nya indelning i landsfiskalsdistrikt trädde i kraft den 1 januari 1952 (enligt kungörelsen 1 juni 1951) ändrades distriktets omfattning.

### Från 5 november 1928
- Tranås stad

Norra Vedbo härad:
- Adelövs landskommun
- Linderås landskommun
- Säby landskommun

### Från 1 oktober 1941
- Tranås stad (endast i utsökningshänseende; staden skötte polis- och åklagarväsendet själv till och med 30 juni 1945)[5]

Norra Vedbo härad:
- Adelövs landskommun
- Linderås landskommun
- Säby landskommun

### Från 1951
- Tranås stad

Norra Vedbo härad:
- Adelövs landskommun
- Linderås landskommun

### Från 1 januari 1952
- Linderås landskommun
- Tranås stad